# Estádio George Capwell
O Estádio George Capwell é um estádio localizado em Guayaquil, no Equador.
Inaugurado em 21 de Outubro de 1945, tem capacidade para 40.000 torcedores e é casa do clube de futebol Club Sport Emelec.
No começo serviu apenas como estádio de baseball, apenas dois meses depois (2 de Dezembro) ocorreu a primeira partida de futebol.
O nome do estádio é uma homenagem a George Capwell, um dos fundadores do clube, que derivou da Empresa Elétrica del Ecuador, que fornecia Energia Elétrica para a cidade.